# Hendrick Doncker
Hendrick Doncker (1626-1699) est un géographe et cartographe néerlandais.
Il a cartographié de nombreuses régions du monde telles que le Svalbard, Terre-Neuve ou encore l'Amérique du Sud.

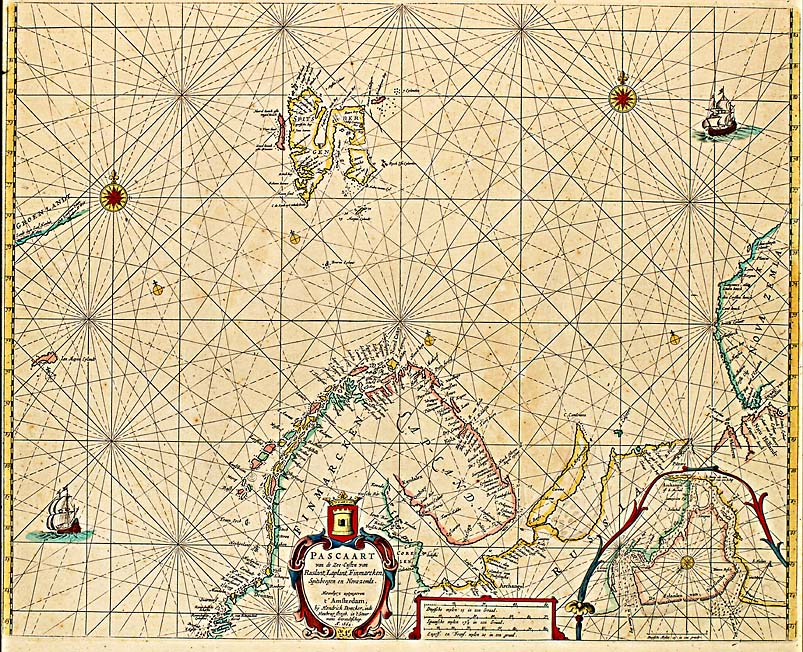
Carte du Finmark, Spitzberg, Jan Mayen (1666).
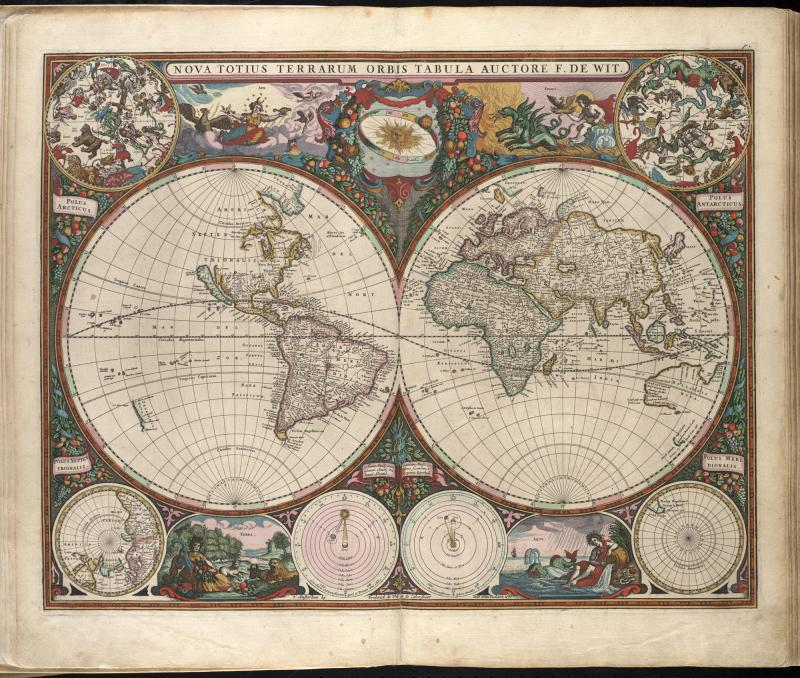
Nova totius terrarum orbis tabula (1665).
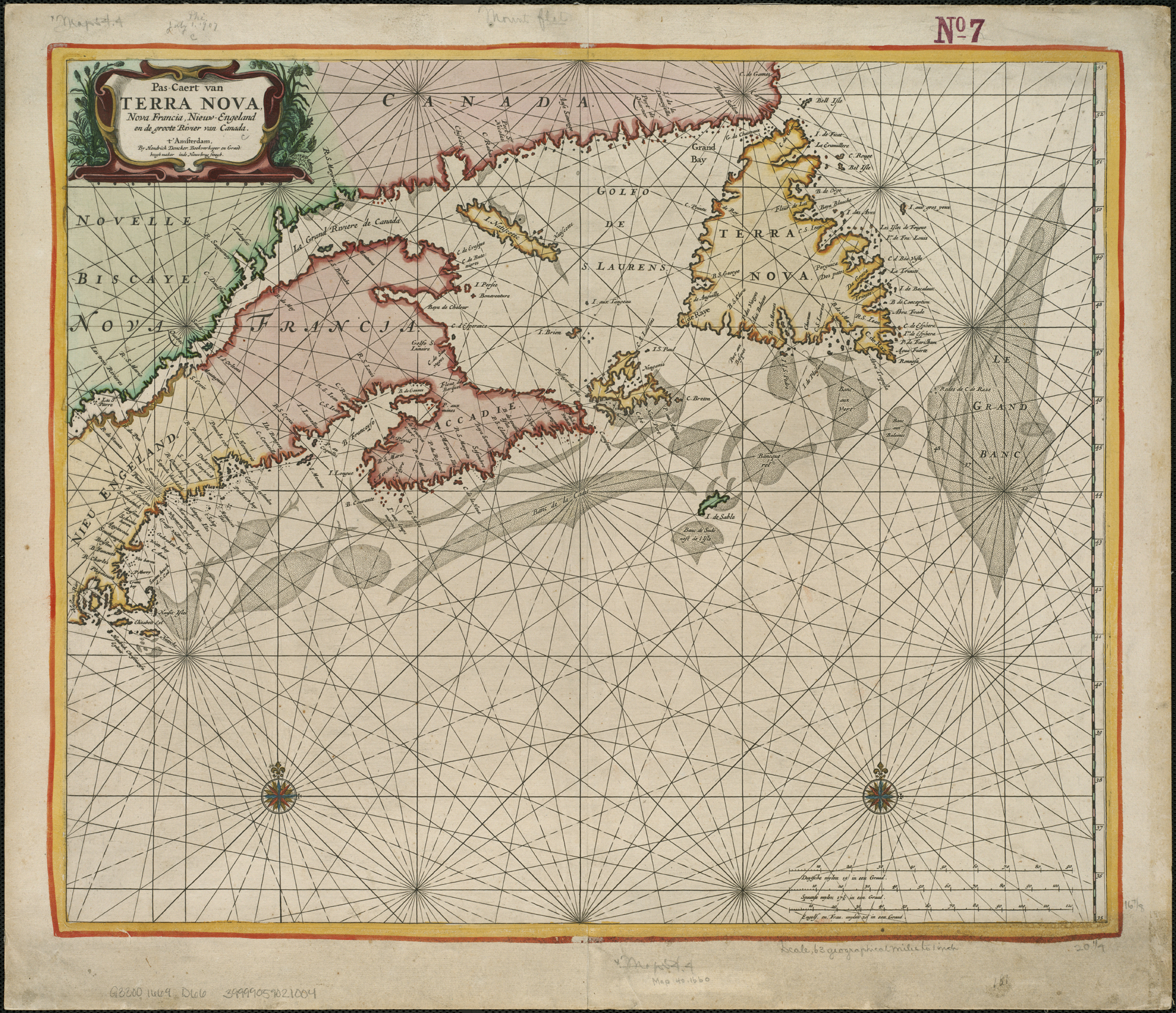
Terre Neuve (1669).